# Franz Hiller
Franz Hiller (nacido el 22 de octubre de 1950 en Múnich, Alemania) es un ex-futbolista alemán. Jugaba de centrocampista y su primer club fue 1860 Múnich.

## Carrera
Comenzó su carrera en 1969 jugando para 1860 Múnich. Juega para el club hasta 1970. En 1973 se fue a España para formar parte de las filas del Elche CF, en donde juega hasta 1974. En ese año, tras su periplo por España, regresó a Alemania para sumarse a las filas del Werder Bremen, en donde finalmente se retira en el año 1980.

## Clubes
| Club          | País     | Año       |
| ------------- | -------- | --------- |
| 1860 Múnich   | Alemania | 1969-1970 |
| Elche CF      | España   | 1973-1974 |
| Werder Bremen | Alemania | 1974-1980 |